# Ricin commun
Ricinus communis
Espèce
Classification phylogénétique
Synonymes
Statut de conservation UICN

 LC  : Préoccupation mineure
Ricinus communis, le ricin commun, est une espèce de plantes à fleurs de la famille des Euphorbiaceae originaire d'Afrique tropicale. C'est la seule espèce du genre monotypique Ricinus et de la sous-tribu Ricininae.
C'est la source de l'huile de ricin, qui a diverses applications, et de la ricine, un poison. Cette plante est fréquemment utilisée à des fins ornementales.

## Description
Le ricin se présente sous la forme d'une plante herbacée ou arborescente, annuelle ou vivace suivant les conditions climatiques de la région. Sa hauteur est de 1 à 5 mètres en France (jusqu’à 12-13 mètres dans son habitat d’origine). Les feuilles palmatilobées (5 à 12 lobes) sont portées par de longues tiges et leur bord est denté. Elles sont vertes ou rouges, alternes sur une spirale simple et caduques. Certaines variétés ornementales ont des feuilles dont la face inférieure et le pétiole sont colorés en rouge.
Les fleurs sont regroupées en cyathes, les fleurs femelles en haut, les fleurs mâles en bas. C'est donc une espèce monoïque. La floraison a lieu en été. Les fruits sont des capsules tricoques hérissées de pointes (parfois absentes). La graine est luisante, marbrée de rouge ou de brun, elle présente une ligne saillante sur la face ventrale et est surmontée par un élaiosome. Elle contient entre 40 et 60 % d'huile riche en triglycérides, principalement la ricinoléine. Seules les variétés à plus grosses graines sont utilisées pour la production d'huile, les formes spontanées ayant la plupart du temps de petites graines impropres à l'extraction d'huile.

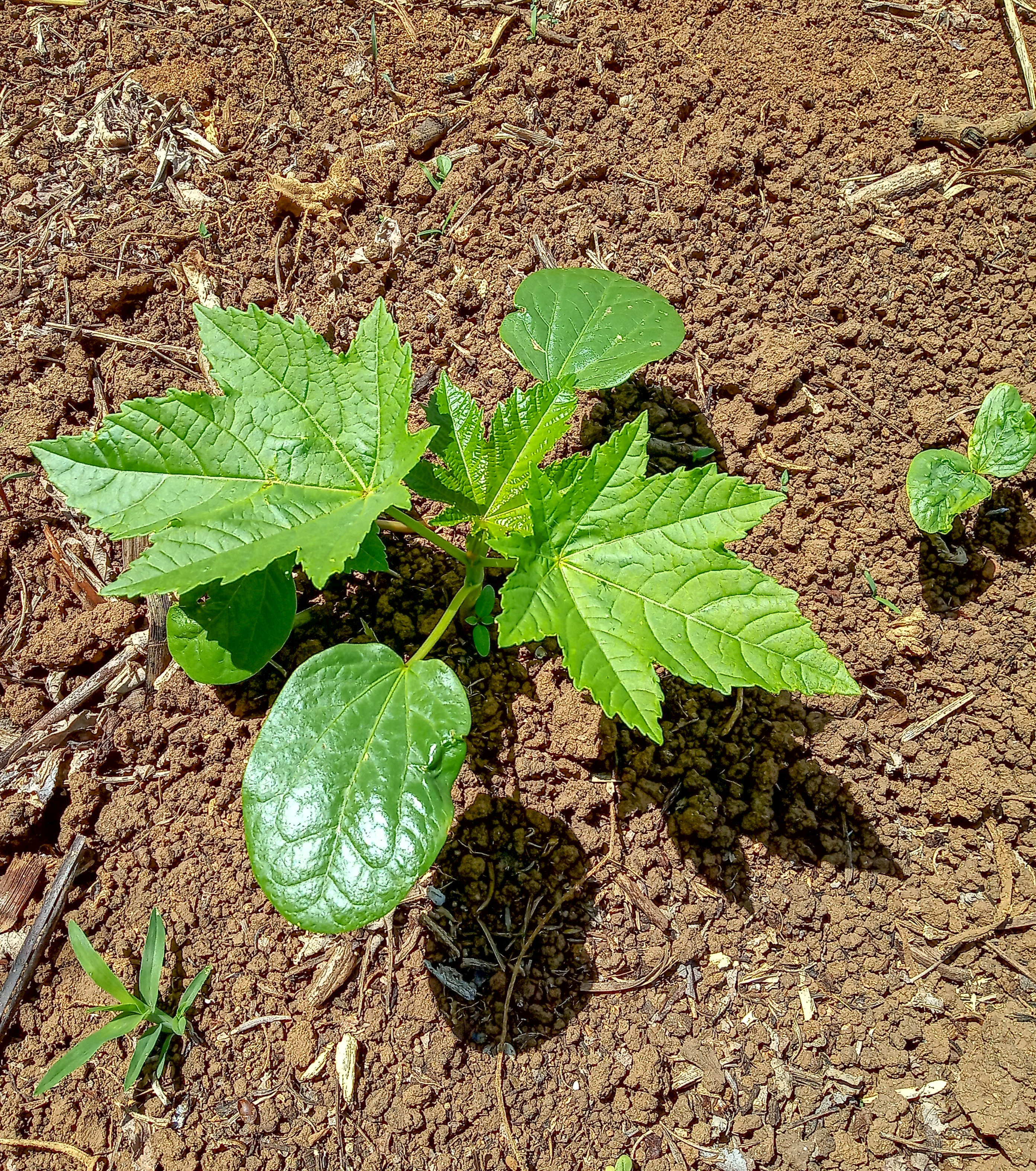
Jeune plante.
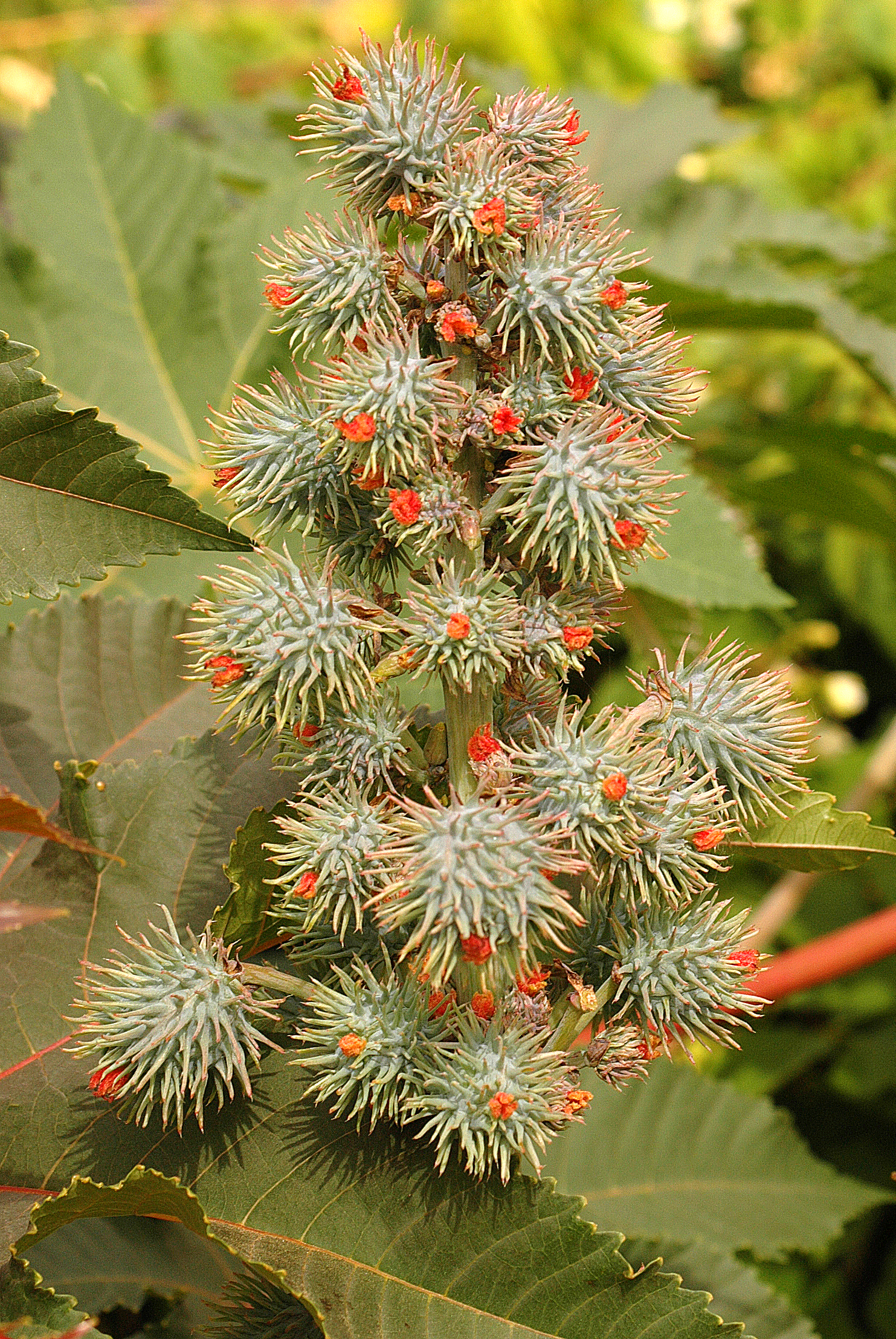
Capsules.
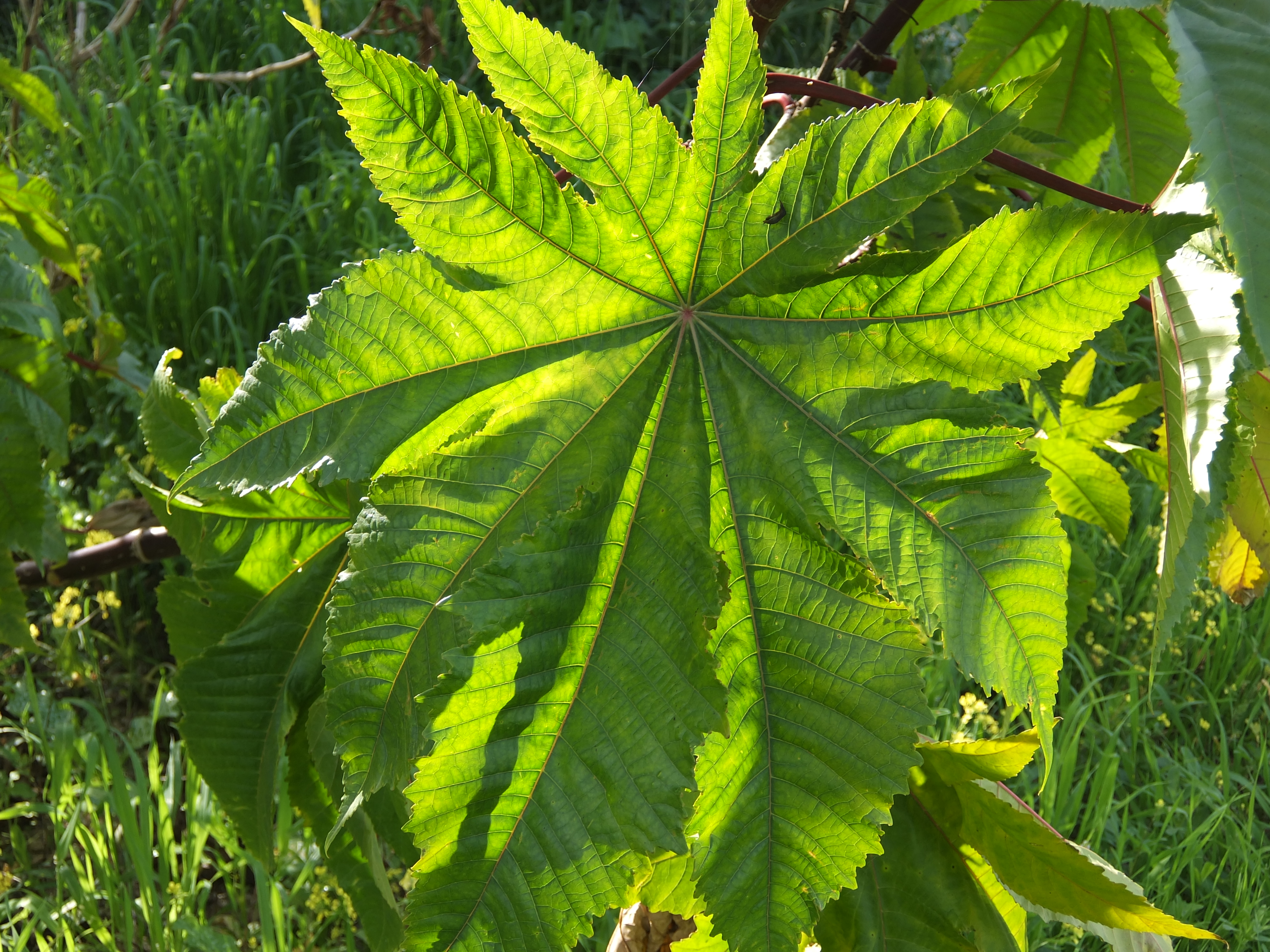
Feuille.
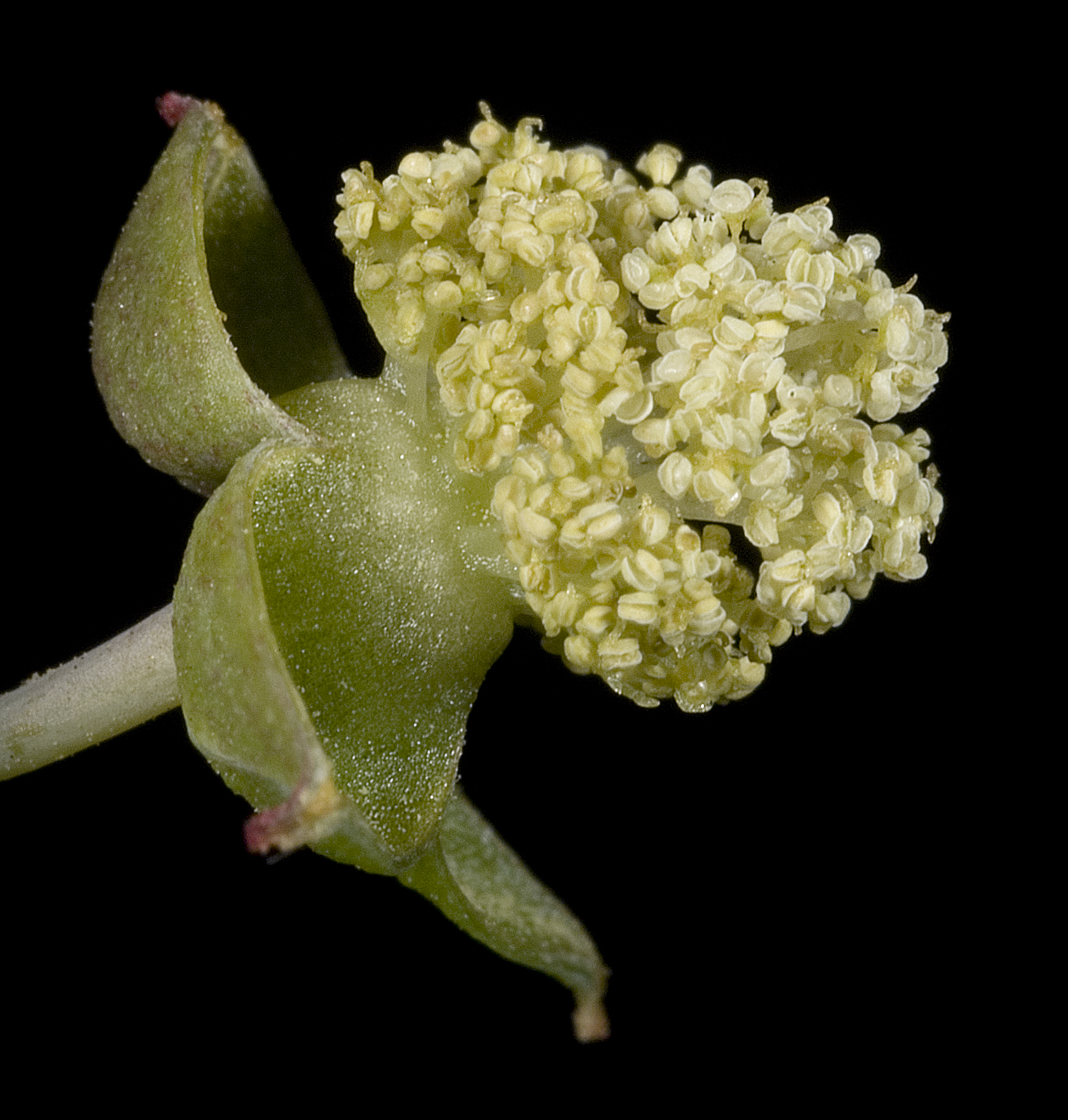
Fleur mâle.
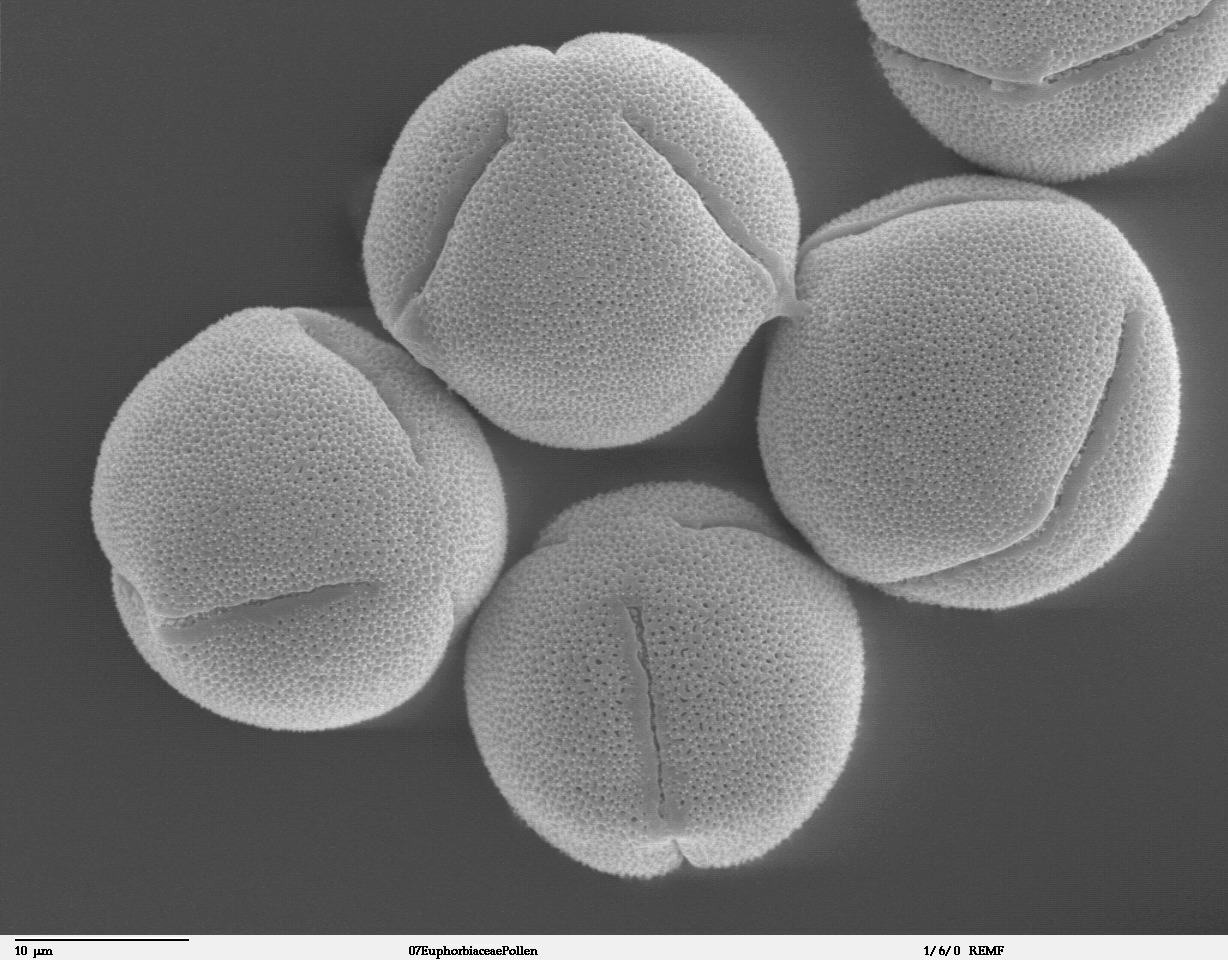
Grains de pollen observés au microscope électronique.
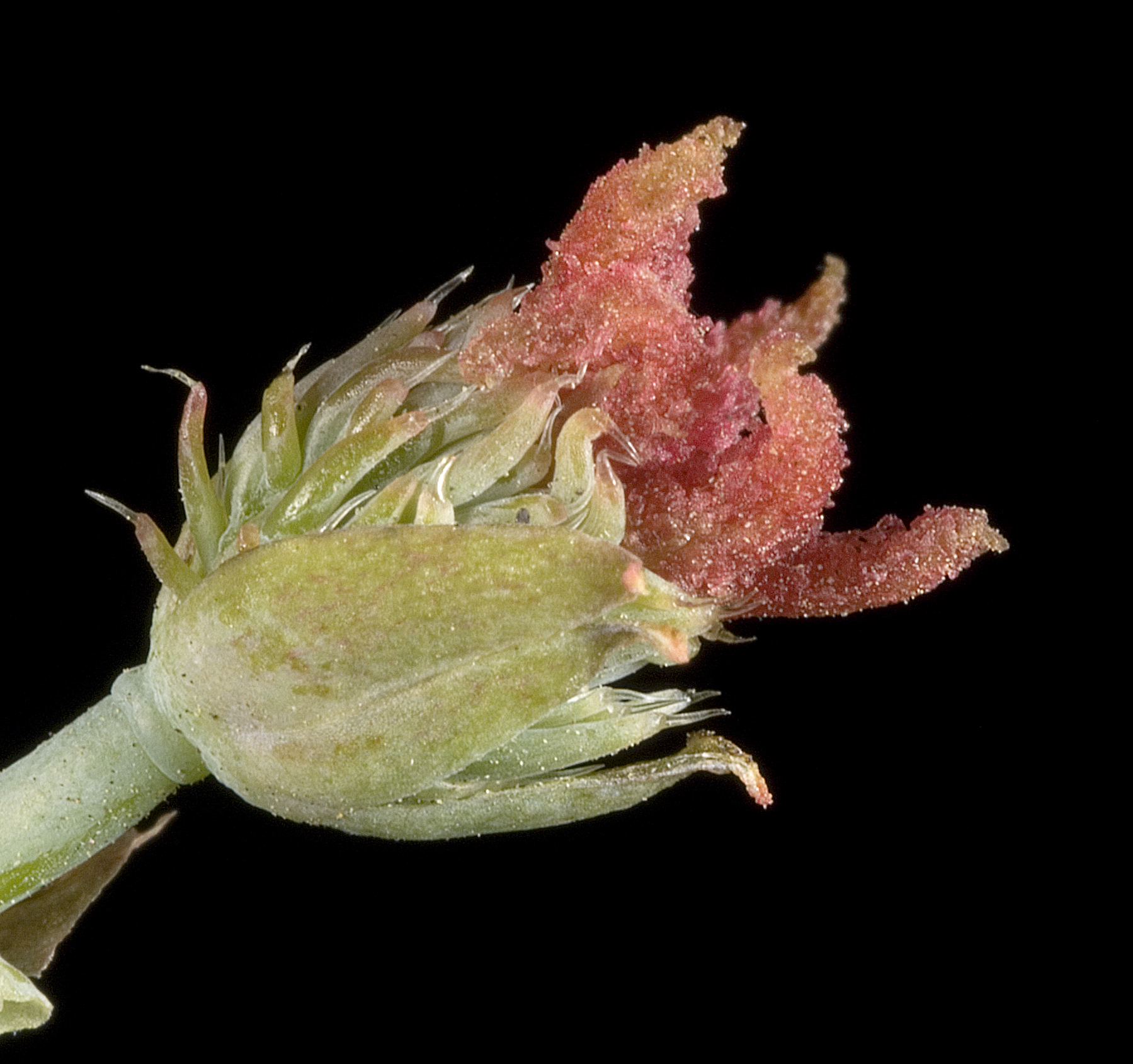
Fleur femelle.
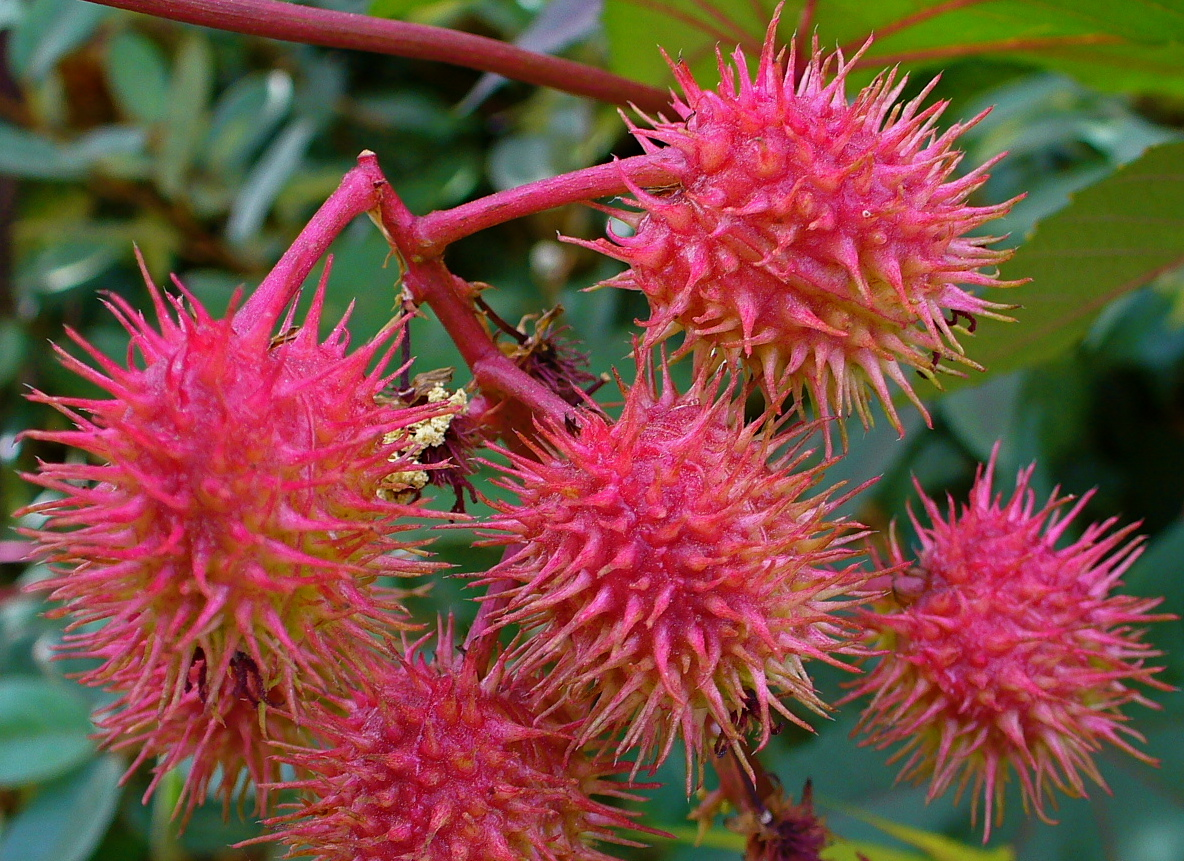
Fruits toxiques.
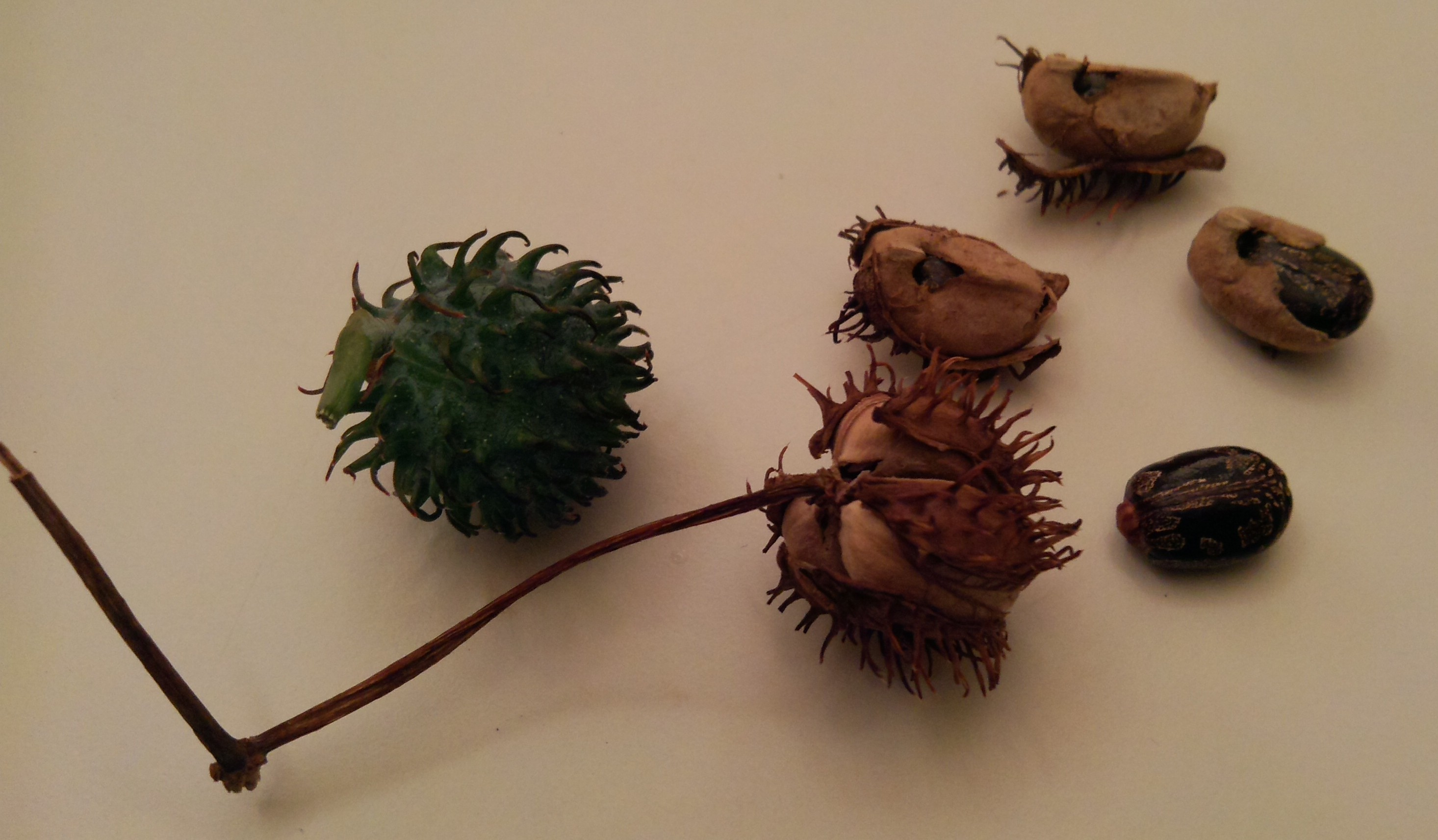
Capsule verte sèche.
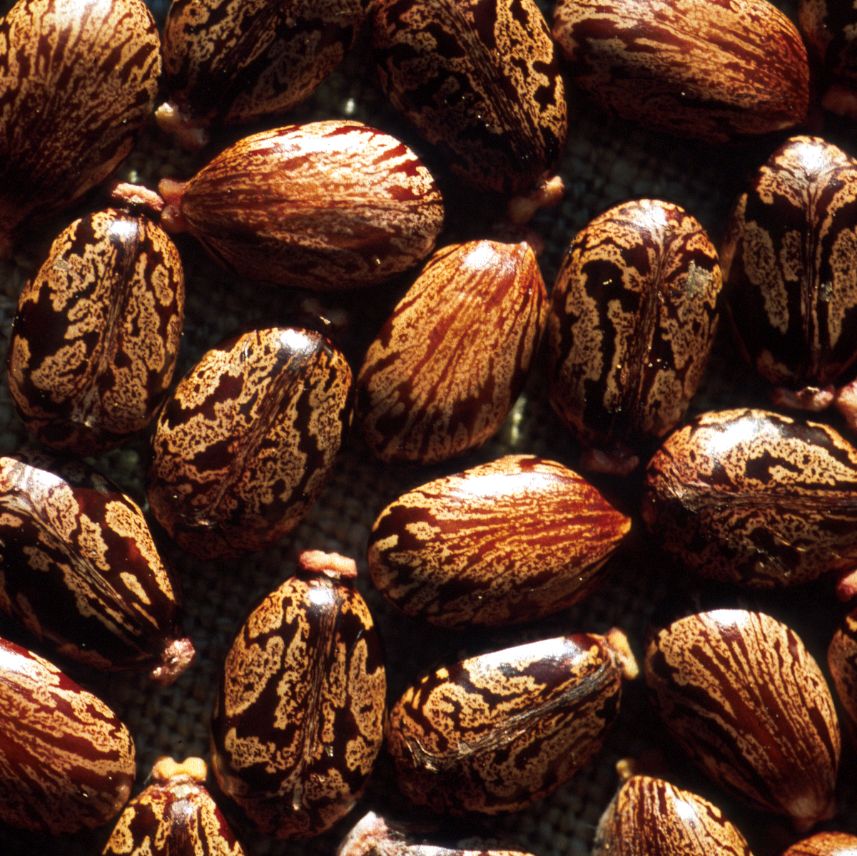
Graines de ricin.
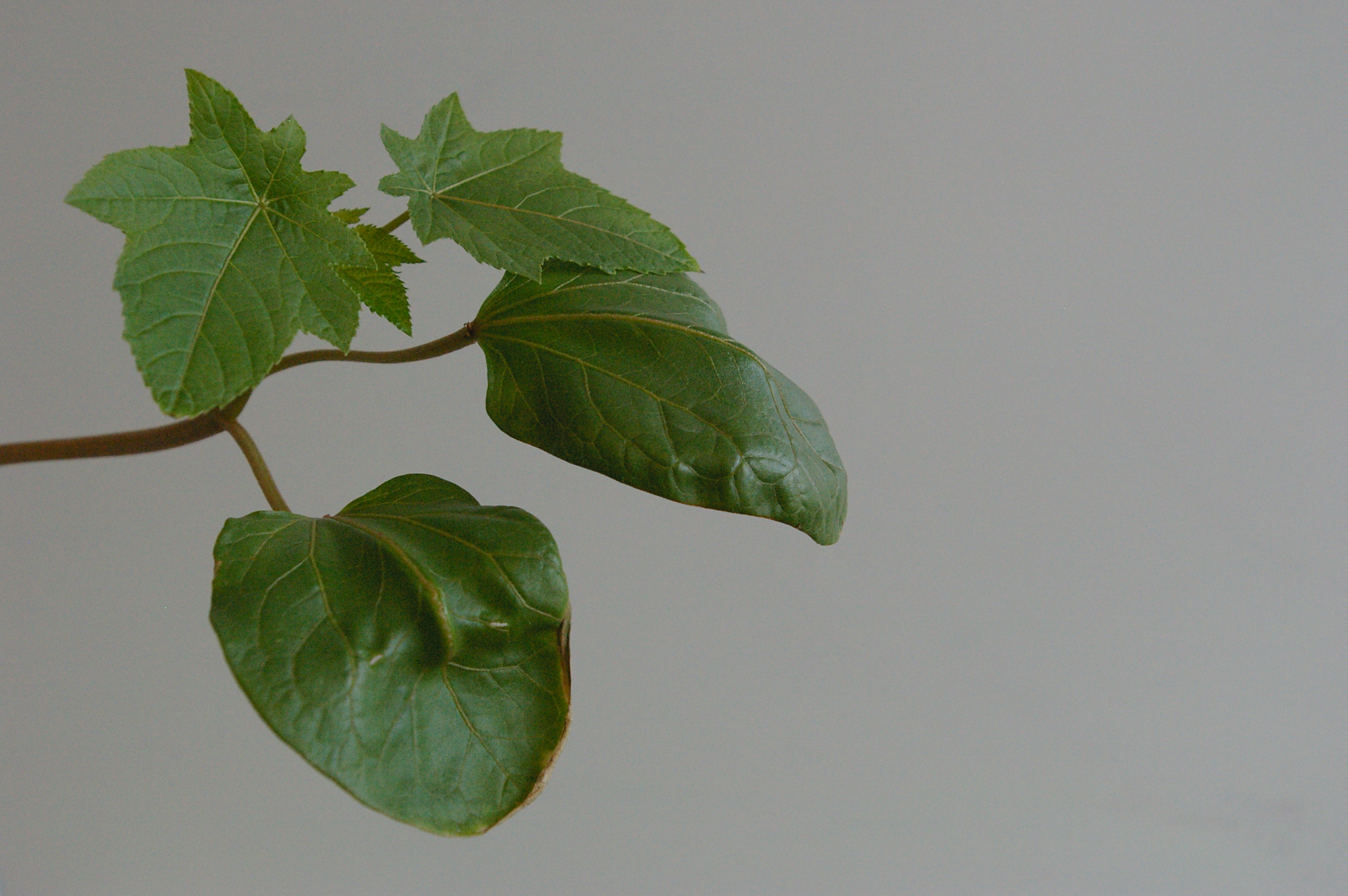
Cotylédons et premières vraies feuilles.

## Origine et distribution

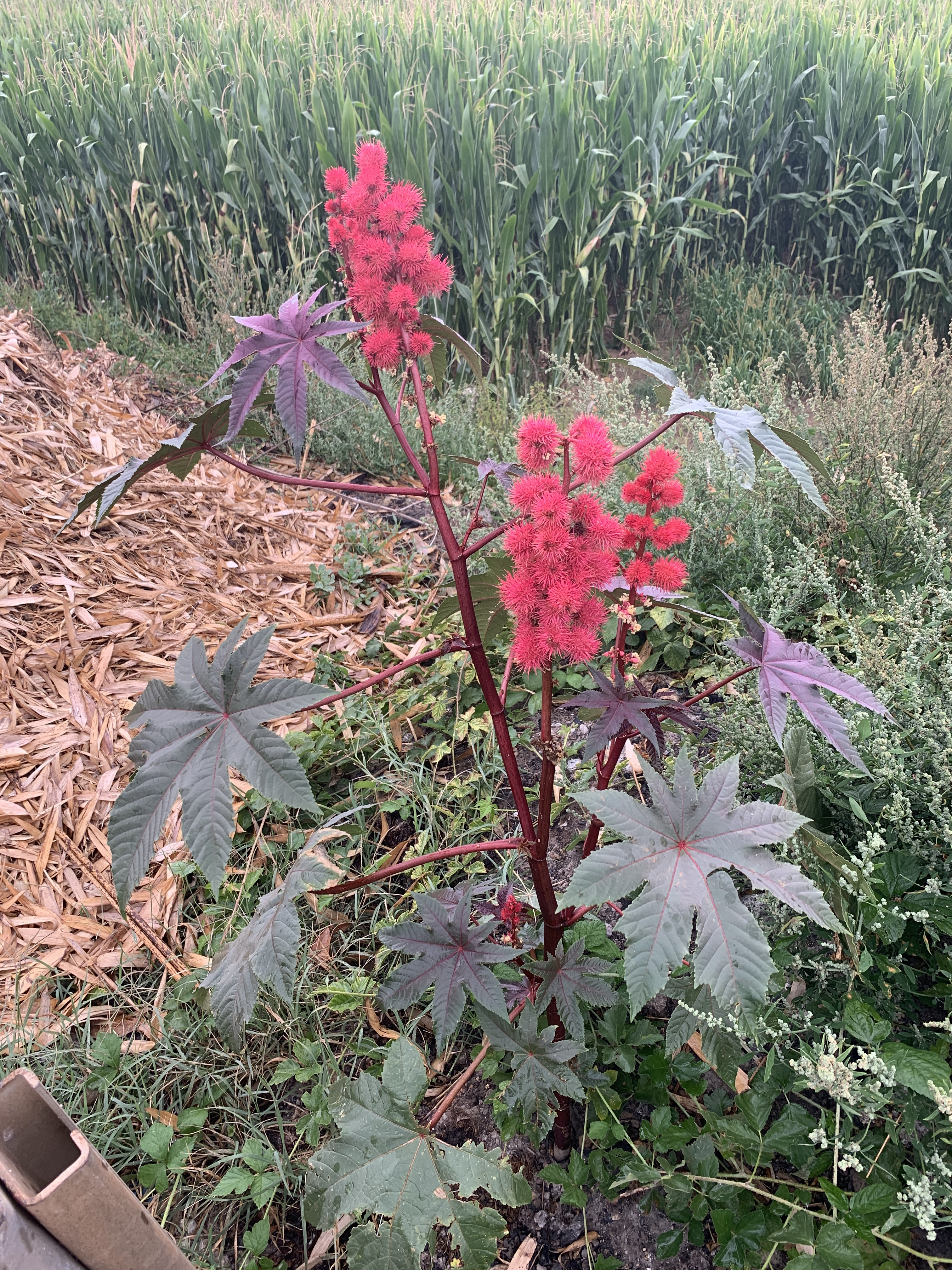
Habitus.

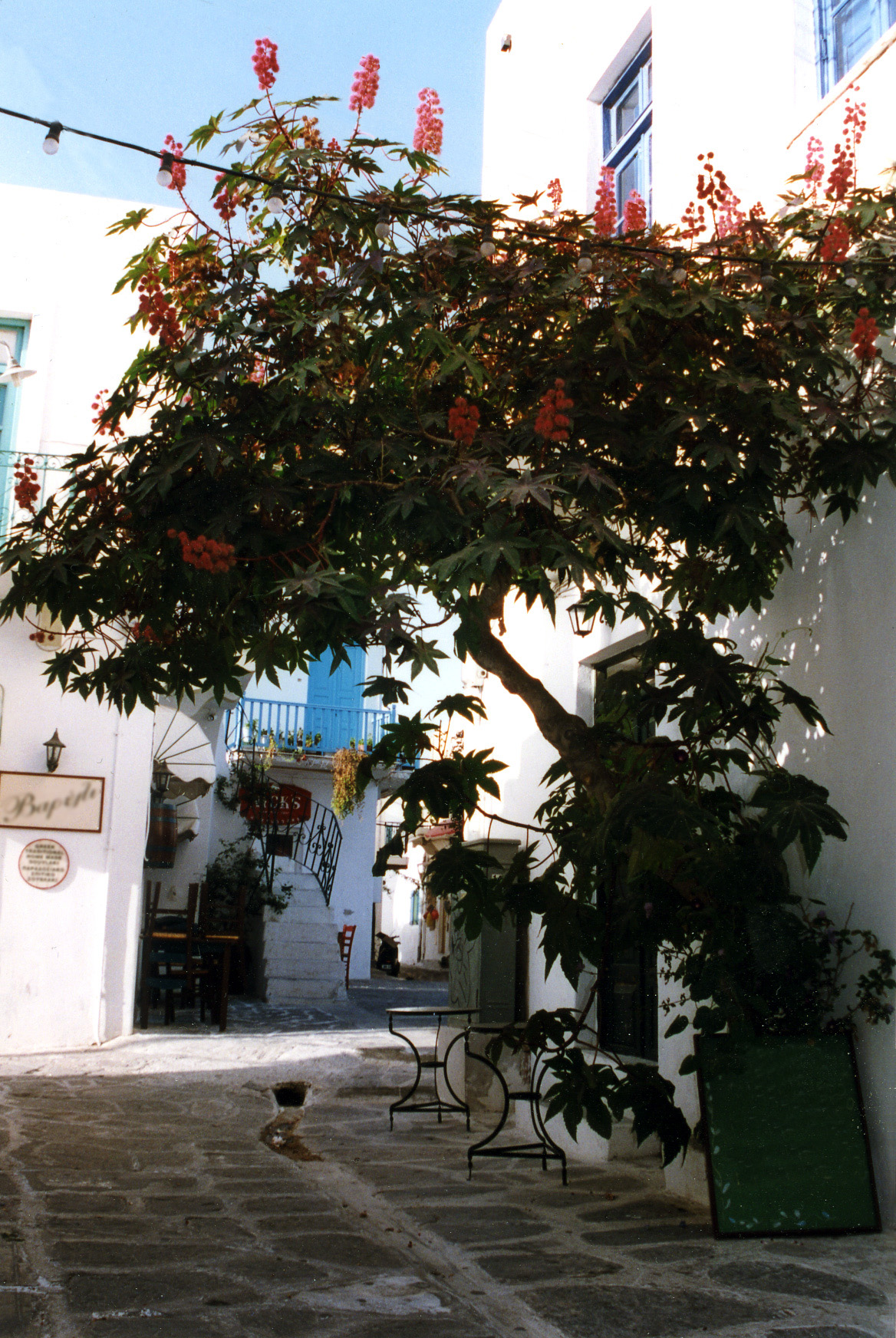
En Grèce, le ricin est suffisamment rustique pour croître comme un arbrisseau.

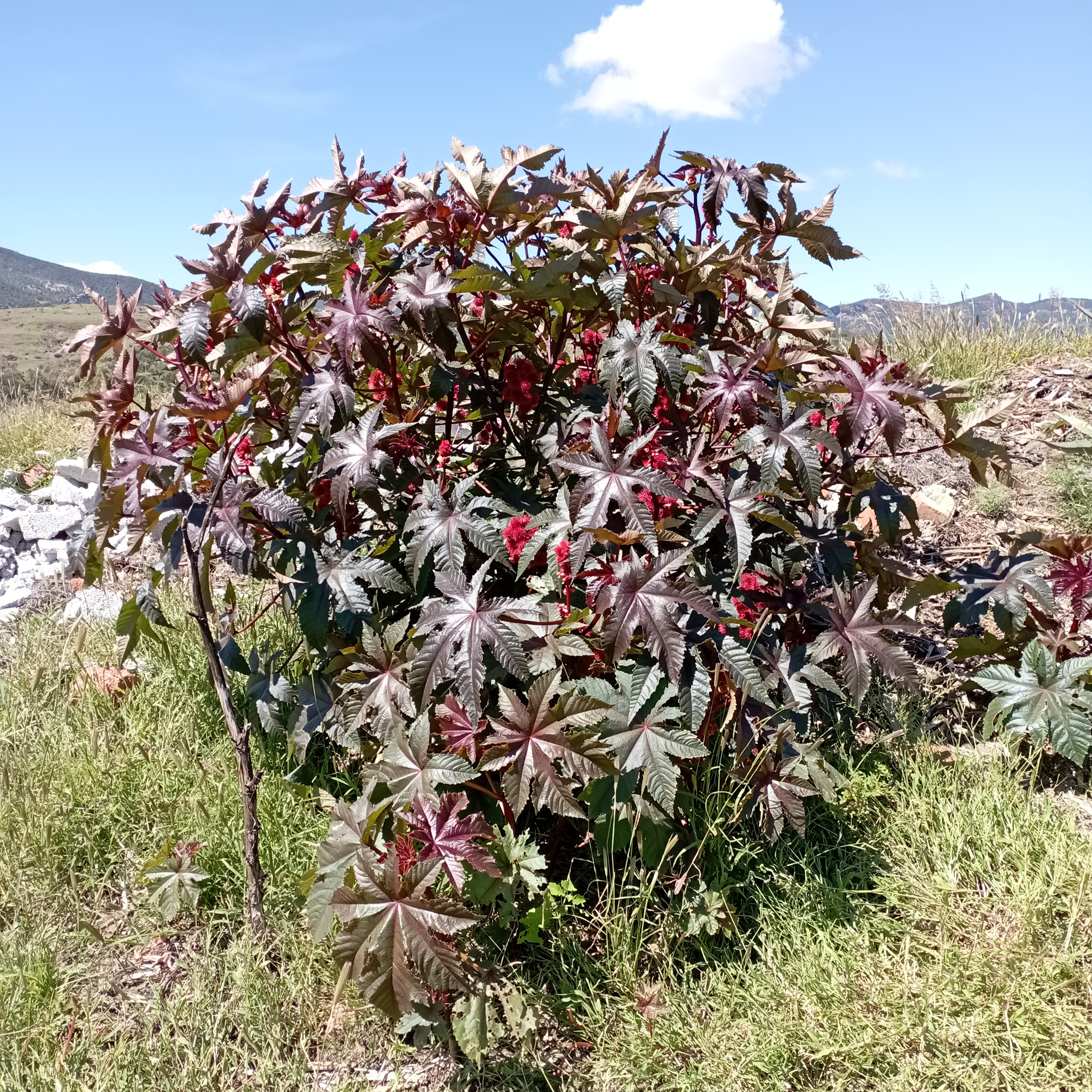
Spécimen sauvage au Mexique.

Originaire d'Afrique tropicale, le ricin commun s'est répandu un peu partout dans le monde, là où le climat le permettait. Il est cultivé dans de nombreux pays chauds d'Arabie, d'Asie, d'Afrique et d'Amérique pour en extraire de l'huile. On le retrouve aussi sous des climats subtropicaux.
On le trouve aujourd'hui également comme espèce annuelle spontanée ou comme plante ornementale dans les climats tempérés.
Cette espèce est considérée comme envahissante dans certaines zones, notamment l'Australie tropicale, l'Océan Indien et l'Océanie dont la Nouvelle-Calédonie,,.

## Habitat et écologie
En Asie, Ricinus communis est la plante hôte, entre autres, du papillon du ricin commun Ariadne merione, du bombyx de l'ailante Samia cynthia ricini, du papillon de nuit Achaea janata et de la noctuelle rayée Spodoptera litura. Certains de ces lépidoptères sont des ravageurs importants des cultures de ricin, ayant amené le développement de cultivars transgéniques résistants, notamment grâce à l'insertion de gènes produisant les endotoxines delta de Bacillus thuringiensis,. Au Kenya, une araignée sauteuse, Evarcha culicivora, est associée à R. communis. Elle se nourrit du nectar et utilise de préférence la plante comme lieu de parade nuptiale.

## Étymologie et appellations
Le nom générique utilisé par Carl Linné, Ricinus signifie « tique » en latin : la graine est ainsi nommée parce qu'elle a des marques et une bosse qui la fait ressembler à certaines tiques, notamment de la famille des Ixodidae, comme Ixodes ricinus. Il se pourrait cependant que ce soit l'insecte qui, à l'origine, tire son nom de celui de la plante, car les Égyptiens connaissaient déjà le Ricin sous le nom de « Kiki ». Le genre Ricinus de la famille des Ricinidae existe aussi en zoologie, et désigne des insectes mallophages qui sont des parasites des oiseaux ; ceci est possible car les noms des animaux et des plantes sont régis par des codes de nomenclature différents.
Le ricin est parfois appelé en français ricin sanguin (Ricinus sanguineus), palma-christi ou bois de carapat.

Le nom commun en anglais castor oil (litt. « huile de castor ») provient probablement de son utilisation pour remplacer le castoréum fabriqué à partir de certaines glandes du castor. Selon Alphonse de Candolle, l'origine du mot anglais semble se trouver ailleurs : 

« [...] il est bon de noter l’origine du nom Castor et Castor-oil des Anglais, comme une preuve de leur manière d’accepter sans examen et de dénaturer quelquefois des noms. Il paraît que dans le siècle dernier, à la Jamaïque, où l’on cultivait beaucoup le Ricin, on l’avait confondu avec un arbuste complètement différent, le Vitex Agnus castus, appelé Agno casto par les Portugais et les Espagnols. De Casto, les planteurs anglais et le commerce de Londres ont fait Castor. »

 L'autre nom commun, utilisé en anglais comme en français, Palma Christi (litt. « paume du Christ »), dériverait de la capacité réputée de l'huile de ricin à cicatriser les blessures et à guérir les maladies, ou bien aurait été donné en raison des feuilles palmatilobées (à lobes) du plant de ricin, en forme de paume de main,.
Utilisé depuis l'antiquité par les Égyptiens, le ricin est désigné par de très nombreuses appellations telles que Kerua, Kerroa et Charua.

## Composition et toxicité

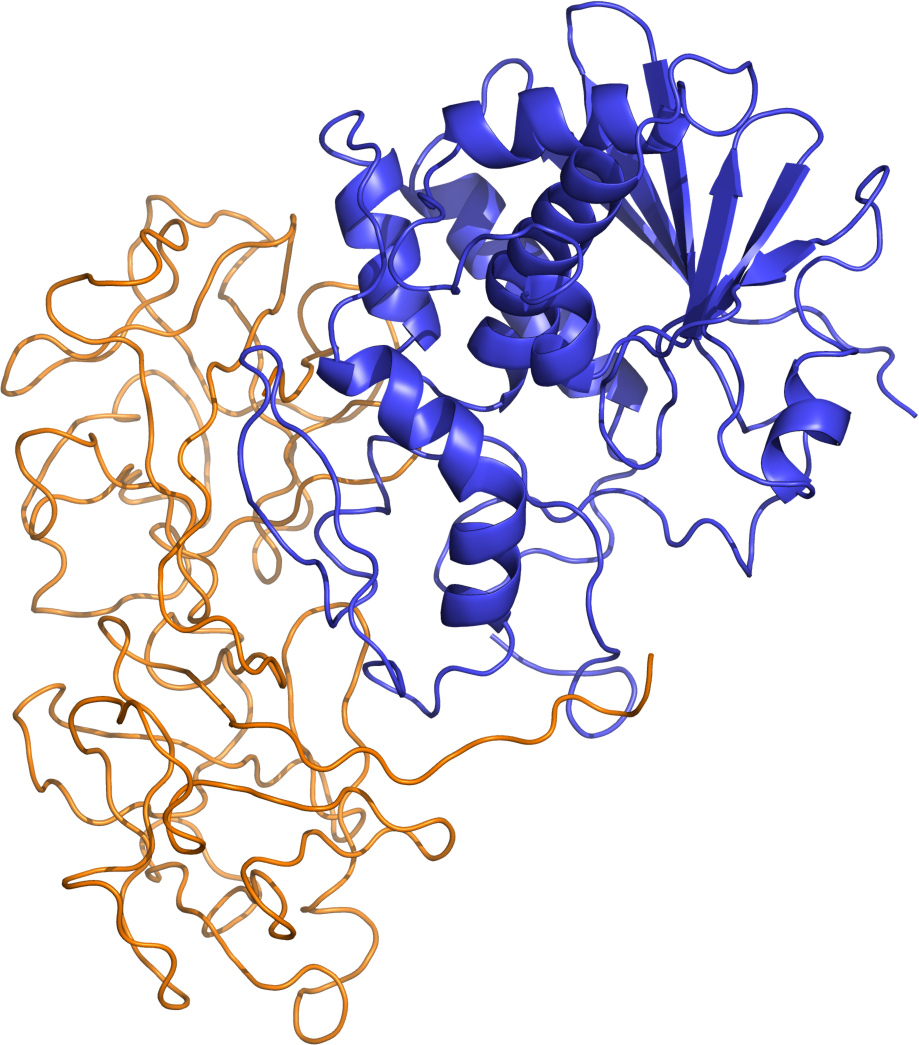
Structure de la ricine. La chaîne A est représentée en bleu et la chaîne B en orange..

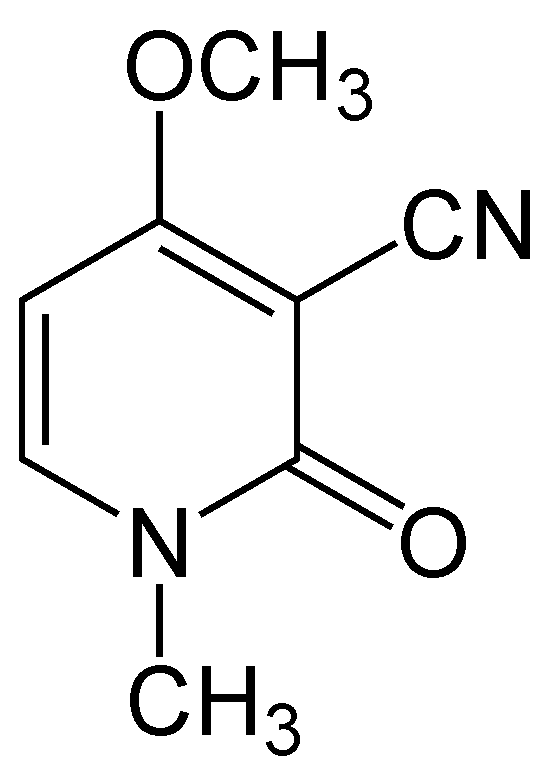
La ricinine.

La totalité de la plante semble toxique en raison de la présence d'une lectine glycoprotéique : la ricine. La concentration en ricine est maximale dans les graines qui renferment par ailleurs des protéines, de l'eau et des lipides. Ces graines sont riches en une huile qui doit ses propriétés purgatives à la présence de l'acide ricinoléique. Le rendement en huile du Ricin est de 1 200 à 2 000 litres à l'hectare et par an (Madagascar).
L'huile de ricin contient de l'acide ricinoléique qui altère la muqueuse intestinale et provoque des pertes importantes en eau et en électrolytes (sels minéraux), d'où son action purgative intense et irritante. La ricine, protéine présente dans la plante et les graines, est une toxine redoutable.
Les graines et les coques de ricin contiennent aussi d'autres produits toxiques, dont un allergène, plus difficile à rendre inactif que la ricine et pouvant provoquer une hypersensibilité chez les humains en contact avec ce produit. Cet allergène semble peu nocif pour les animaux. Le passage à l'autoclave de la farine pendant 15 minutes à 125 °C détruit la ricine.
L'ingestion de graines, souvent accidentelle chez les jeunes enfants, peut provoquer des intoxications graves (en raison de la présence de ricine) nécessitant impérativement une prise en charge hospitalière. On considère que trois graines peuvent être fatales à un enfant, quatre graines peuvent déterminer une intoxication sérieuse chez l'adulte et six à huit graines pourront lui être fatales. Les pigeons ramiers sont également sensibles au graines de ricin et de nombreux cas d'intoxication ont été constatés dans les villes qui en utilisaient comme plante ornementale.
Ces chiffres sont cependant à nuancer, la gravité de l'intoxication dépend de la sensibilité individuelle de chacun à la ricine. De plus, selon que les graines sont mastiquées ou non, la gravité de l'intoxication ne sera pas la même. Lorsque les intoxiqués sont pris en charge à temps en milieu hospitalier, l'issue de l'intoxication est presque toujours favorable.
Dans certains pays, on a déjà signalé l'usage des graines de ricin à des fins criminelles. Parfois, les graines de ricin peuvent se retrouver accidentellement mêlées à des céréales, provoquant ainsi des intoxications.
La plante contient également un alcaloïde toxique, la ricinine.

## Culture

### Entretien
Son feuillage pourpre, ses fruits rouge vif et son développement rapide font que le ricin est utilisé pour l'élaboration de massifs en arrière-plan ou en isolé. Sa culture est facile, il faut cependant prendre soin de faire un bon apport d'amendement organique au printemps et de modifier la structure du sol si celui-ci est peu drainant (sable de rivière, pouzzolane...) Le sol doit être à pH neutre et modérément arrosé. La meilleure exposition est au soleil ou mi-ombre. La multiplication se fait par semis en avril à 20 °C.

### Production
Le ricin est cultivé dans plus de 20 pays, l'Inde, le Brésil et la Chine étant les principaux producteurs de graines de ricin. Les principaux producteurs d'huile de ricin comprennent également l'Inde, le Brésil et la Chine, représentant 613 000 des 645 000 tonnes d'huile produites en 2014. L'Inde est un exportateur net d'huile (447 000 tonnes en 2014), représentant plus de 90 % des exportations d'huile de ricin, et l'Union européenne, les États-Unis et la Chine sont les principaux importateurs, représentant 84 % de l'huile de ricin importée.
| Production de graines de ricin et d'huile de ricin (en milliers de tonnes). Chiffres 2012-2014 Données Oil World, 2015          |               |               |               |                      |                      |                      |
| Pays | Graines 2014a | Graines 2013a | Graines 2012a | Huile de ricin 2014b | Huile de ricin 2013b | Huile de ricin 2012b |
| Inde | 1 250         | 1 300         | 1 280         | 563                  | 585                  | 576                  |
| Chine | 71            | 105           | 145           | 31                   | 46                   | 63                   |
| Brésil | 44            | 25            | 60            | 19                   | 11                   | 27                   |
| Thaïlande | 13            | 14            | 14            | NA                   | NA                   | NA                   |
| Autres pays | 60            | 60            | 59            | 32                   | 32                   | 32                   |
| Total | 1 439         | 1 504         | 1 558         | 645                  | 674                  | 698                  |
| a Total des graines broyées, exportées et importées, en milliers de tonnes. b Production totale d'huile, en milliers de tonnes. |               |               |               |                      |                      |                      |

## Utilisation

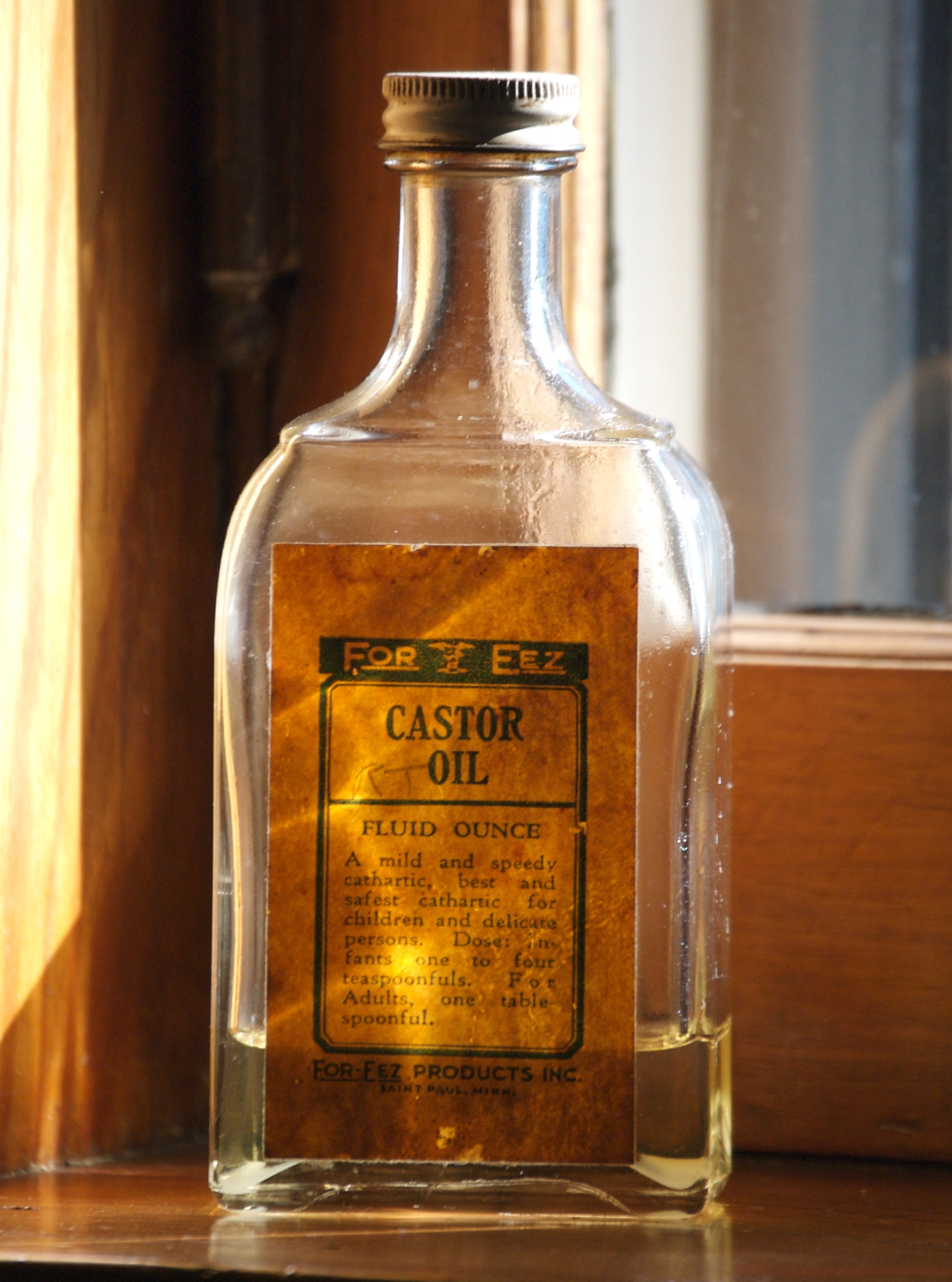
Huile de ricin.

### Industrie
On l'employait jadis comme combustible pour l'éclairage, on l'utilise depuis peu comme source de biocarburant.
L'huile est également utilisée comme lubrifiant dans les moteurs de voitures de course et de modèles réduits.
Il entre dans la composition d'une matière plastique (non-biodégradable) nommée Rilsan.

### Pharmacie
L'huile de ricin, obtenue par pression à froid des graines, est un purgatif puissant très prisé en médecine naturelle et en cosmétique.

### Répulsif et poison
En culture bio, la plante de ricin, intercalée entre les pieds de pomme de terre, repousse les doryphores .
Le tourteau de ricin est un poison très efficace contre les rongeurs : Il contient de la ricine un puissant poison, et est appétant et provoque leur mort dans de nombreux cas. À noter tout de même que son odeur attire aussi les chiens, qui peuvent gratter le sol et avaler ce poison. Une étude portant sur 10 ans, menée en Amérique du Nord sur des chiens a montré une mortalité de l'ordre de 9 %.
On l'utilise comme matière première pour préparer l'acide undécylénique, un fongicide à usage externe.

### Ornementation
En ornementation, sa place est idéale au milieu d'un massif ou en arrière-plan isolé. Le ricin est original par ses fruits rouges épineux qui donneront de grosses graines, et par ses grandes feuilles palmées. Dès le mois d'août, les graines peuvent être récoltées pour les semer l'année suivante, car le ricin ne passera pas l'hiver dans les régions nord.

### Esotérisme
Jadis[Quand ?][Où ?], le Ricinus communis était considéré comme une plante magique associée à la magie noire.
Selon la légende, les graines de ricin sont parées de nombreuses vertus magiques. L'huile de ricin ferait par exemple, après une incantation, repousser les cheveux sur le crâne le plus dégarni.